# Boris Gardiner
Boris Gardiner (* 13. Januar 1946 in Kingston) ist ein jamaikanischer Sänger, Songwriter und Bassist. Gardiner wirkte als Studiobassist für Lee Perry an bedeutenden Produktionen wie Super Ape von The Upsetters, War Ina Babylon von Max Romeo, Party Time von The Heptones und Police & Thieves von Junior Murvin mit. 1986 gelang ihm ein europaweiter Charterfolg mit I Want to Wake Up with You.

## Werdegang
Zu Beginn seiner musikalischen Laufbahn spielte Boris Gardiner in der Carl Malcolm Band, bei den Dragonaires, den Aggrovators und den Crystalites. Außerdem arbeitete er Ende der 1960er Jahre für den Reggae-Produzenten Byron Lee. Ende 1969 gab der Jamaikaner sein Solodebüt mit der Instrumentalsingle Elizabethan Reggae, einer Reggae-Version von Ronald Binges Elisabethserenade, die zunächst unter falschem Namen veröffentlicht wurde. Als Interpret war irrtümlicherweise Byron Lee angegeben. Eine Woche später erschien eine geänderte Pressung, diesmal falsch geschrieben, denn anstelle des Nachnamens Gardiner druckte man Gardner. In der sechsten Woche nach Charteintritt in Großbritannien waren alle Fehler beseitigt und der Interpret kam zu seinen Ehren. Der Song kletterte 1970 bis auf Platz 14 der englischen Hitparade.
Obwohl er weiterhin in seiner Heimat erfolgreich war, hatte Gardiner über ein Jahrzehnt lang keine Hits mehr in Großbritannien.  Im Jahr 1970 erschien sein von Byron Lee produziertes Debütalbum Reggae Happening, 1973 folgte der Soundtrack Every Nigger Is a Star. Ab 1974 war er Session- und Studio-Bassist im neu errichteten Black Ark Studio von Lee Perry. Hier wirkte er an wichtigen Alben wie Super Ape (1976) von The Upsetters, War Ina Babylon (1976) von Max Romeo, Party Time (1977) von The Heptones und Police & Thieves (1977) von Junior Murvin mit.
1986 nahm er die Pop-Single I Want to Wake Up with You auf, die im August des gleichen Jahres völlig überraschend Nummer eins in England wurde und zwei Monate in den Top 10 stand. Auch in Deutschland, Österreich und der Schweiz gab es für das Lied hohe Chartplatzierungen. Die Folgesingle You’re Everything to Me erreichte Ende 1986 Platz elf im Vereinigten Königreich. Friends and Lovers, das er zusammen mit Gwen Guthrie aufnahm, war ein weiterer, wenn auch kleiner Hit im Jahre 1987.
Später unterzeichnete Gardiner einen Vertrag bei RCA Records. Bis zum Ende der 1990er Jahre gab es immer wieder Songs, die jedoch keine Chartränge mehr erreichten. Die bisher letzte Single ist Melting Pot, die 1998 in die Läden kam. In den 2000er Jahren erschienen noch einige Alben, darunter mehrere Best-of-Kompilationen.

## Diskografie

### Alben
- 1970: Reggae Happening
- 1973: Every Nigger Is a Star
- 1986: Everything to Me
- 1992: Let’s Take a Holiday
- 1992: Next to You
- 1993: Reggae Happening (neu gemastert)
- 1999: I Want to Wake Up with You
- 2002: Friends and Lovers
- 2003: The Very Best of Boris Gardiner
- 2004: I Want to Wake Up with You – The Best of Boris Gardiner
- 2007: A Soulful Experience is Happening
- 2007: Best of Boris Gardiner
- 2007: Happiness

### Singles
- 1967: I Want to Be Loved by You (als Oliver St. Patrick and the Diamonds)
- 1968: Lucky Is the Boy
- 1968: Groovy Kind of Love / More Than Words Can Say
- 1968: Misty Blue
- 1969: Elizabethan Reggae / Soul Serenade
- 1969: Elizabethan Reggae / Hooked on a Feeling (mit The Love People)
- 1969: Never My Love
- 1969: Love (Can Make You Happy)
- 1969: Scar Face (mit The Love People)
- 1970: Memories of Love (mit The Love People)
- 1970: Hot Shot (mit The Love People)
- 1970: Darkness
- 1970: Hooked on a Feeling
- 1970: Commanding Wife (als Boris Gardner Happening)
- 1970: Dynamic Pressure (als Boris Gardner Happening)
- 1971: Show Your Soul (als Boris Gardner Happening)
- 1972: Happiness Is a Warm Pussin (als Boris Gardner Happening)
- 1972: The Meaning of Christmas
- 1973: Over the Mountain (als Boris Gardner Happening)
- 1973: A Thousand Teardrops
- 1973: Rats in the Ghetto (als Boris Gardner Happening)
- 1973: Deadly Sting (The Scorpion with the Boris Gardiner Happening)
- 1974: Sandra Skank (als Boris Gardiner Happening)
- 1974: Jitter Bug (als Boris Gardiner Happening)
- 1976: Guiding Light
- 1977: Oh! If I Lose Your Love / Don’t Look Back
- 1979: Jamaican Version
- 1983: Guilty
- 1986: I Want to Wake Up with You
- 1986: You’re Everything to Me / Last Night
- 1986: You Make Me Feel Brand New
- 1986: Let’s Keep It That Way
- 1986: Dub De Belly
- 1986: The Meaning of Christmas
- 1987: Friends & Lovers (mit Gwen Guthrie)
- 1987: This Old House
- 1987: Wrong End of the Rainbow
- 1988: Let’s Take a Holiday (Remix) / Lovers Remember
- 1988: My Commanding Wife
- 1990: Take Care of My Heart
- 1998: Melting Pot
- 2007: Melting Pot (Coldcut Re-Rub)